# Crisfield
Crisfield è un comune degli Stati Uniti d'America, nella contea di Somerset nello Stato del Maryland.